# Сабіна Баварська
Сабіна Баварська (нім. Sabina von Bayern, 24 квітня 1492 — 30 серпня 1564) — баварська герцогиня з династії Віттельсбахів, донька герцога Баварії Альбрехта IV та ерцгерцогині Кунігунди Австрійської , дружина герцога Вюртемберзького Ульріха I. Фактично їхній шлюб тривав з 1511 по 1515 рік.
Мала свій двір у замку Урах. Із бажанням чоловіка об'єднати їхні двори, підтримувана імператором, втекла до Мюнхену, звинувативши Ульріха в неадекватній поведінці. У період вигнання герцога (1519—1534) знову проживала в Ураському замку. Після вцарювання сина мешкала у Нюртінгені.

## Біографія

### Ранні роки
Народилась 24 квітня 1492 року у Мюнхені. Була третьою дитиною та третьою донькою в родині герцога Баварсько-Мюнхенського Альбрехта IV та його дружини Кунігунди Австрійської. Мала старших сестер Сідонію та Сибіллу. Натягнуті відносини між батьками, внаслідок обставин весілля, з часом врегулювалися. Значну роль в цьому зіграло довгоочікуване народження спадкоємця Вільгельма у 1493 році. Загалом, сімейство поповнилося п'ятьма молодшими дітьми.
Як і її старші сестри, швидко опинилася у центрі династичної політики батька. 1498 року відбулися заручини Сабіни з герцогом Вюртембергу Ульріхом I. У листі про шлюб від 18 жовтня 1498 року заявлялися звичайні шлюбні положення. Фактичні переговори вели архієпископ Майнцу Бертольд фон Геннеберг і герцог Фрідріх Саксонський. Окрім іншого, Альбрехт зобов'язувався доставити доньку, коли їй виповниться 16 років, до Ульму своїм коштом. У разі розірвання шлюбного договору однією зі сторін, винуватець має сплатити штраф 16 000 флоринів протягом двох місяців з моменту порушення контракту. Даний союз, спланований батьком Сабіни та його братом Максиміліаном (від 1508 року — імператором Священної Римської імперії), мав на меті укріплення політичних зв'язків з Вюртембергом проти Франції та Швейцарії. Він зіграв свою роль як у Швабській війні зі Швейцарською конфедерацією, так і у війні за Ландсгутський спадок, за результатами якої, Альбрехт IV став герцогом всієї Баварії.

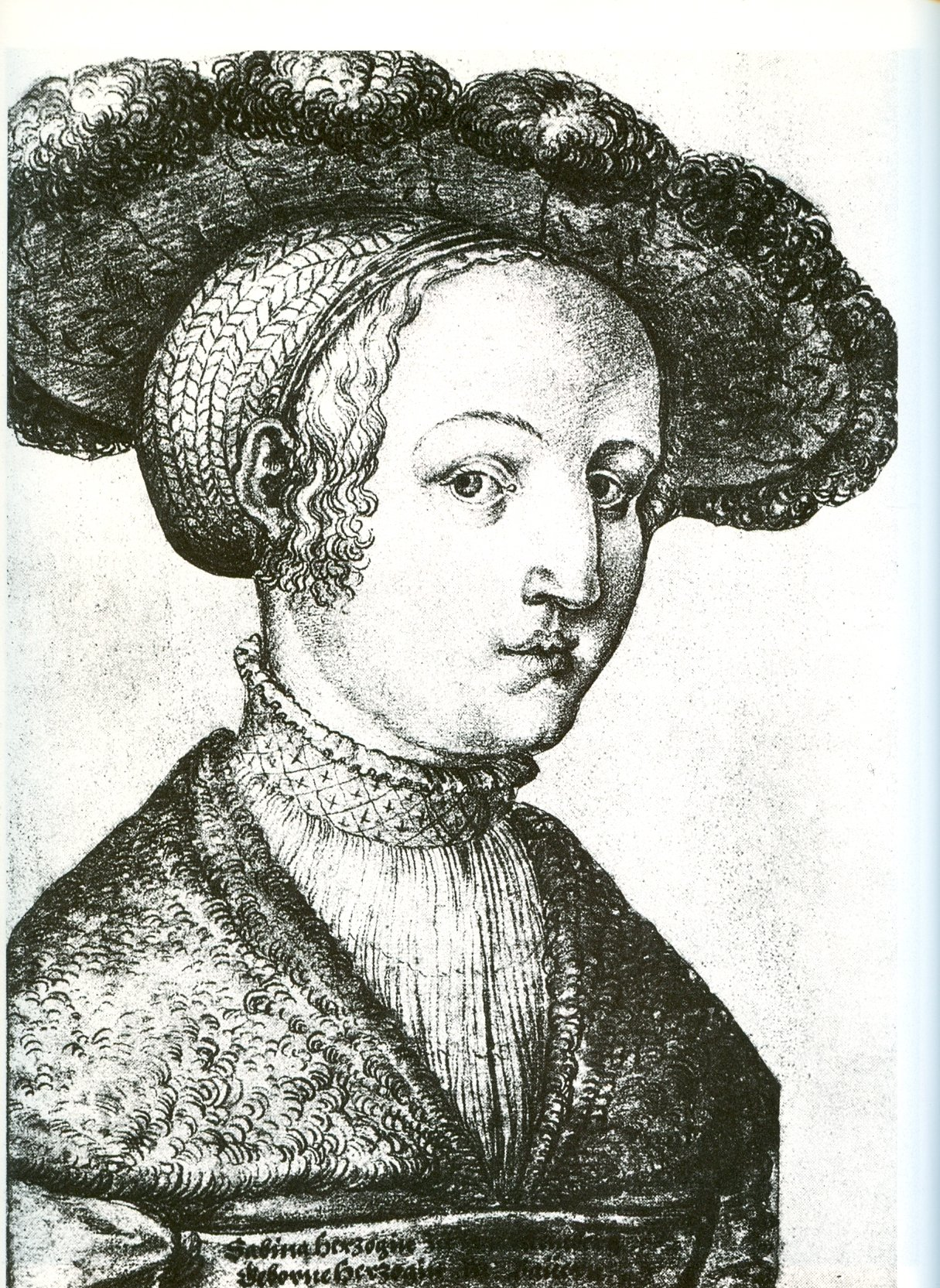
Портрет Сабіни

У березні 1508 року батько помер. Матір після його кончини усамітнилась у монастирі Пюттрих Регельхаус. Герцогство перейшло до брата Сабіни, Вільгельма, який перший час правив під опікою дядька, Вольфганга Баварського. Того ж року Сабіна досягла 16-річчя — необхідного віку для укладання шлюбу. Однак, Ульріх Вюртемберзький закохався в Єлизавету Бранденбург-Ансбахську і не поспішав одружуватися. Хоча у січні 1509 року він підписав у Мюнхені шлюбний договір, Сабіну до Штутгарту не повіз. Літописці змальовували його ставлення до нареченої як відверто негативне. Про дівчину писали, що вона не вирізнялася особливою красою чи витонченістю, наголошуючи, що їй не вистачало жіночності, оскільки вона мала високий зріст і не була граційною. Втім, і самого Ульріха, вважаючи за прийнятного зятя з династичних причин, описували як неосвічену, погано виховану та жорстку людину з негарною статурою. Навіть після того, як у вересні 1510 року Єлизавета була видана за баденського маркграфа, герцог продовжував відкладати дату весілля. Імператору Максиміліану довелося пояснювати йому, що в дечому підтримка Вюртембергу ґрунтується виключно на даних шлюбних планах.

### Шлюб

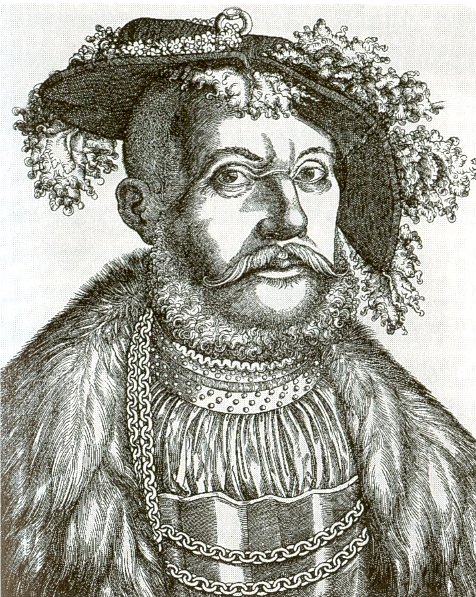
Герцог Ульріх

Зрештою, вінчання 18-річної Сабіни та 24-річного герцога Ульріха пройшло 2 березня 1511 року у Штутгарті. Герцогиня, узявши шлюб, відмовилася від своїх прав на баварський спадок. Святкування велися з великою помпою і тривали два тижні. На урочистості запросили 7 000 гостей; городян навколо Штутгартського замку годували безкоштовно. Ульріх того ж року отримав 32 000 флоринів посагу дружини, однак продовжував вимагати ще 8 000 до 1515 року.
У подружжя народилося двоє дітей. Шлюб був нещасливим, обоє могли проявляти себе запальними і грубими. Літописці повідомляють про побутове насилля та ледве не щоденні сварки. Сабіну перед одруженням попереджали про важкий характер Ульріха, і, повідомляють, що дівчина не бажала брати даний шлюб і вступила в нього, незважаючи на «темні передчуття та лише з дитячої слухняності». Вона віддавала перевагу замку Урах і тримала там власний двір.
Ульріх завів любовний зв'язок із дружиною свого приятеля, шталмейстера Ганса фон Гуттена. Дізнавшись про роман, фон Гуттен відмовився залишити коханцям свободу дій і надав йому розголосу. Герцог, під приводом примирення, запросив шталмейстера на полювання 7 травня 1515, і власноруч убив. Надати тому, що сталося, вигляду нещасного випадку герцогу не вдалося. 18 графів і лицарів зреклися йому вірності. Сабіна остаточно залишила чоловіка. Родина фон Гуттенів подала позов імператору.
1 липня 1515 року на ландтазі у Штутгарті обговорювалася заміна герцога Ульріха. Сабіна висловила власні побоювання. У випадку повалення правителя, герцогині та її синові було б доручено керувати країною. Дізнавшись про це, Ульріх вирішив об'єднати двір дружини в Урасі зі своїм у Штутгарті, аби краще контролювати її дії, під декларованим приводом полегшення тягаря державної скарбниці.
Восени 1515 року герцогиня з дітьми, вирушивши з Ураха до Штутгарту, зробила зупинку у Нюртінгені у вдовіючої герцогині Єлизавети, де гостювала її молодша сестра Сусанна. Там зустрілася з чоловіком і висловила згоду на переїзд до Штутгарту. Однак, за день до запланованої поїздки у листопаді місяці, залишивши дітей, втекла до Егінгену. Втеча була санкціонована імператором Максиміліаном I і організована Дітріхом Шпетом, найбагатшим шляхтичем вюртемберзького двору, який був родичем загиблого фон Гуттена. У супроводі Шпета Сабіна дісталась Мюнхену. Деякі науковці повідомляють, що між Шпетом і Сабіною також був роман, однак Ульріх ніколи не звинувачував дружину у перелюбі.

### Фактичне розлучення

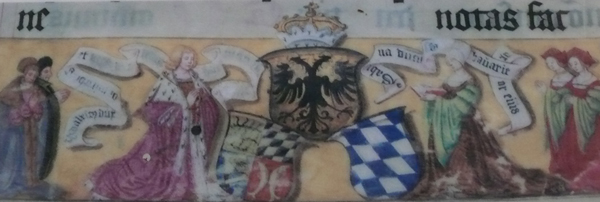
Сабіна Баварська та Ульріх Вюртемберзький

Дізнавшись наступного дня про зникнення дружини, правитель наказав слугам розшукати її, але затримали лише посланця з листом Сабіни до Єлизавети, в якому вона вибачалася за поспішну втечу та просила піклуватися про Сусанну та дітей. Оскільки відразу почалися спекуляції щодо причини втечі, герцог розіслав листи союзним графам та єпископам з проханням не вірити чуткам. Імператор Максиміліан заперечував, що сприяв втечі, і запевняв Ульріха, що прагне досягти якнайшвидшого примирення між подружжям.
Вюртемберзький ландтаг пітримав Ульріха. 21 грудня 1515 року Сабіна надіслала до вюртемберзького уряду з Мюнхена пояснення щодо складної ситуації у шлюбі та побоювання за власне життя. Герцогу вдалося запобігти поширенню листа, і ландтаг Вюртембергу продовжував стояти на його боці. З іншого боку, баварський ландтаг почав розслідування справи про зловживання Ульріха, направивши емісарів за відомостями до міст Штутгарт, Урах, Кірххайм та Тюбінген.
Суперечка завершилася 11 жовтня 1516 року, коли імператор Максиміліан I оголосив герцога під імперською опалою за порушення миру, викликаного вбивством Ганса фон Гуттена і неповагою до герцогині. Ульріх був змушений підписати Блаубойрерський контракт, одним із пунктів якого значилася виплата Сабіні матеріальної компенсації за заподіяну їй моральну шкоду. Однак, відносини між подружжям не налагодилися, оскільки герцог категорично відмовлявся визнати себе винним у нещастях їхнього шлюбу. Разом з тим, у Мюнхені з невідомих причин розсварилася родина Віттельсбахів, і Ульріх мав заступницю в особі своєї тещі Кунігунди. Ймовірно, та вважала, що вибачення перед зятем допоможуть примирити подружжя.
Вже у вересні 1518 року він відмовив Сабіні у виплатах на утримання, а у січні 1519 року — поширив брошуру, в якій заперечував свою відповідальність за невдалий шлюб. У тому ж місяці помер імператор Максиміліан I, і Ульріх напав на місто Ройтлінген, чим спровокував війну проти Швабського союзу, яка закінчилася його вигнанням.
26 квітня замок Гогентюбінген перейшов до рук імперської влади, і діти Сабіни, які там утримувалися, були відправлені до матері у Мюнхен. Протягом весняної кампанії 1519 року герцогиня кілька разів навідувала Вюртемберг, а після вигнання чоловіка знову оселилася в замку Урах. Докладала великих зусиль, аби зберегти герцогство для своїх дітей. Однак, 1520 року Вюртемберг передали австрійському ерцгерцогу Карлу Габсбургу. Той забрав Крістофа на виховання до свого двору в Інсбрук. Планувалося також, що Анна отримає місце у свиті Анни Богемської, дружини ерцгерцога Фердинанда, однак Сабіна прагла її шлюбу з графом Перхтольдом фон Геннебергом, і дівчина залишилась із матір'ю. У 1521 році герцогиня зробила значні пожертви абатствам Цвіфальтен і Унтермархталь.

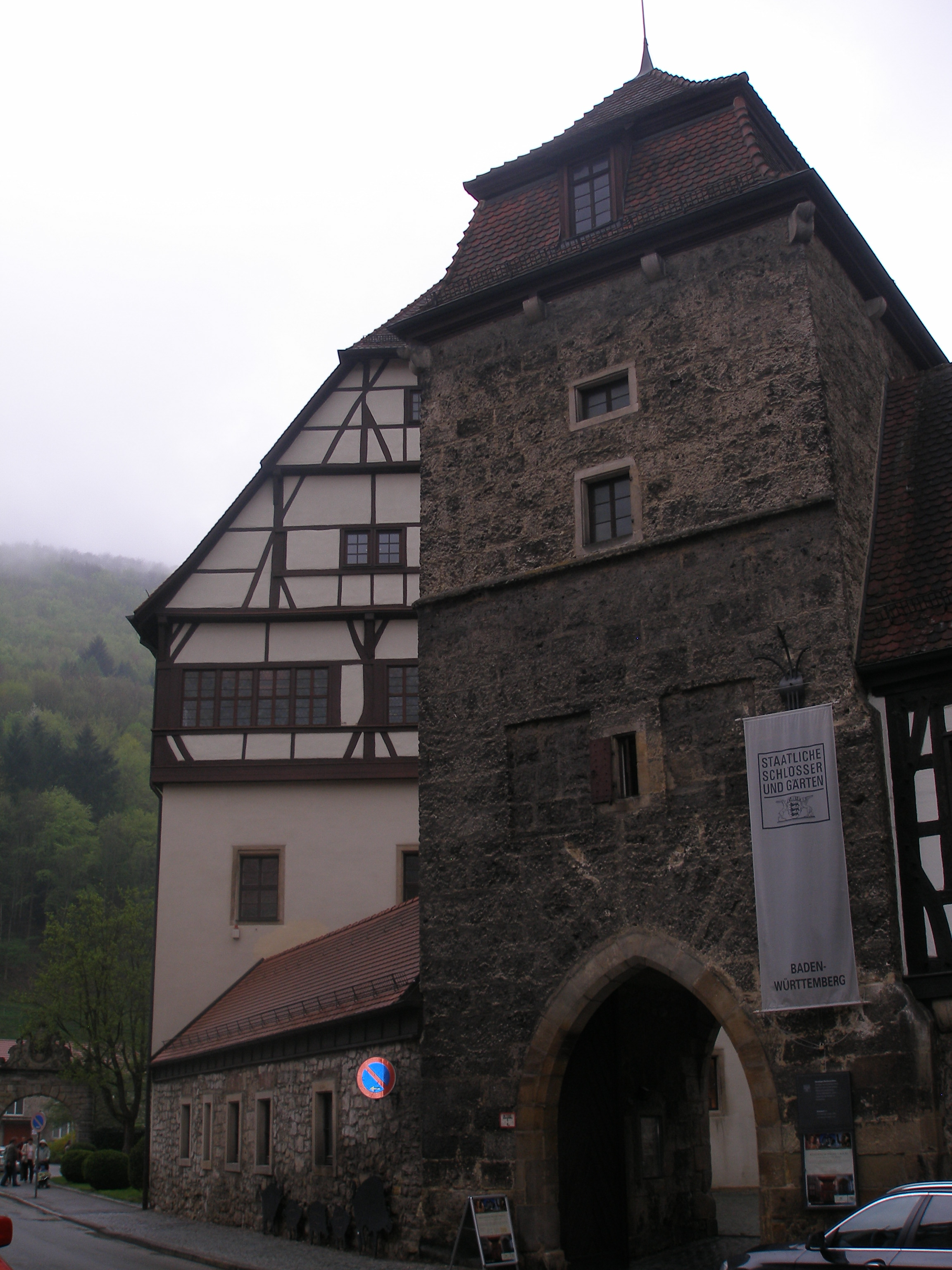
Башта замку Урах

Протягом наступних років у Вюртемберзі вирувала Селянська війна, загальнонаціональні заворушення призвели до того, що платежі, обіцяні Сабіні як імператором, так і вюртемберзьким регентом ерцгерцогом Фрідріхом, часто повністю або частково не виконувались. Замок у Вайблінгені був пограбований фермерами у 1525 році. Тільки договір 1529 року, укладений за допомогою Дітріха Шпета, знову забезпечив герцогині регулярний дохід, на який вона також утримувала сина, що кілька років був змушений переховуватися. Анна померла від чуми у червні 1530 року.
Коли у 1534 році Ульріх відновив контроль над Вюртембергом після битви при Лауффені, Сабіна втекла до Брегенца через Вайнгартен разом з Дітріхом Шпетом. Мешкала там у 1534—1537 роках. Невдовзі знов опинилася у фінансовій скруті. У 1538 році переїхала до Мюнхена, де спочатку оселилася у Новій Фортеці разом із суродженцями, але того ж року змогла купити будинок Шварценбергів і перебудувати його за фінансовою допомогою своїх братів. Згодом переїхала до Ландсгуту, де піклувалася про свого брата Людвіга X.
Після смерті Людвіга у 1545 році виникли суперечки щодо його спадщини. Сабіна та партнерка покійного Урсула фон Вейхс самовільно заволоділи нею, що викликало невдоволення її брата Вільгельма. Герцогиня оголосила про скасування своєї відмови від спадщини 1511 року, після чого була ув'язнена сім'єю на 16 тижнів у Новій Фортеці. Зрештою, за заступництва сина та брата Ернста, була випущена після оформлення повторної відмови від спадку, яку підписала 16 вересня 1545 року.

### Вдівство

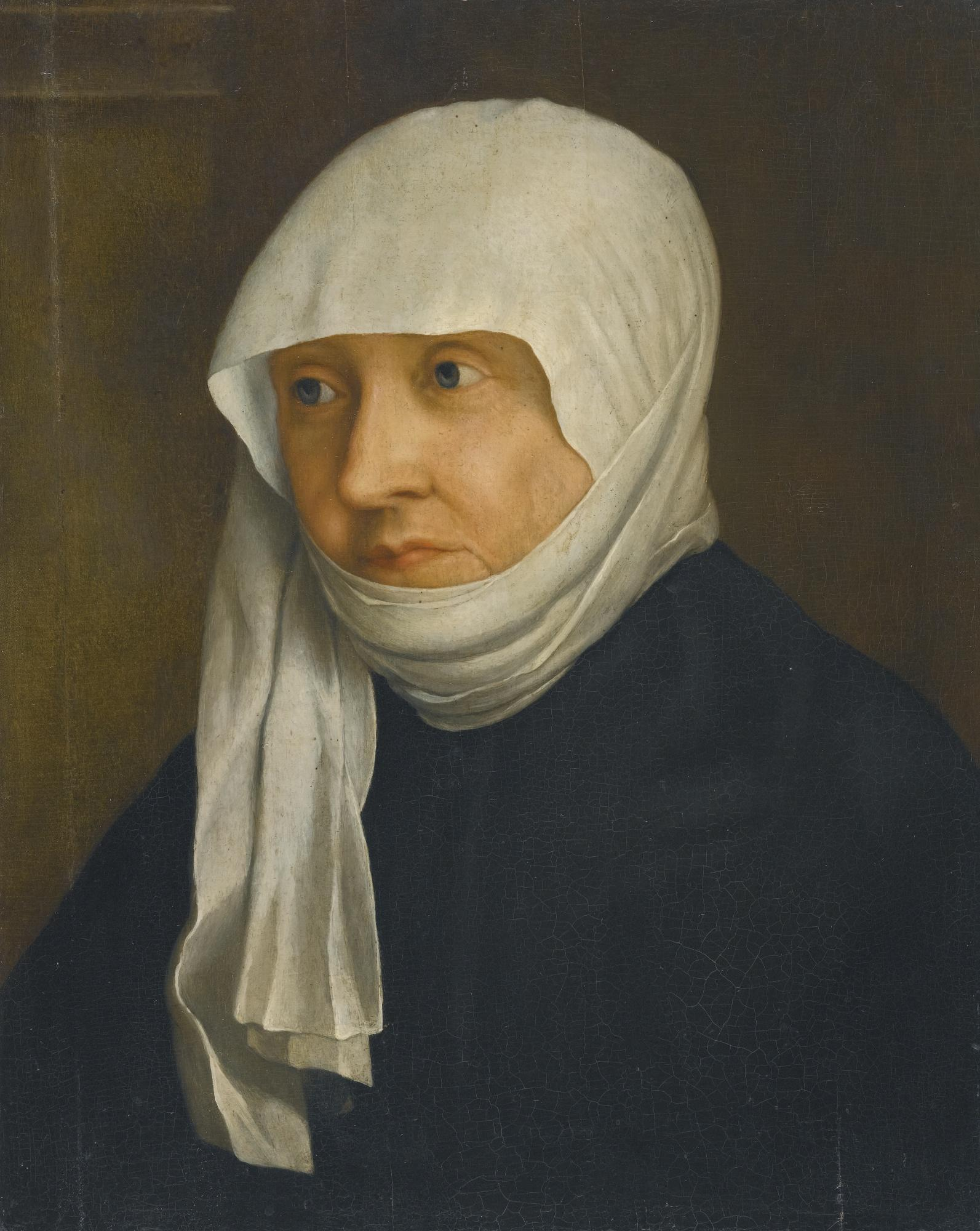
Ймовірний портрет герцогині пензля К. Амбергера

У 1546 році Карл Габсбург, який вже став імператором, окупував Вюртемберг в ході Шмалькальденської війни, а у 1548 році —  нав'язав Ульріху т.з. Тимчасове регулювання. У листопаді 1550 року герцог помер, а у 1552 році його наступнику Крістофу вдалося скасувати Тимчасове регулювання згідно Пассауського договору. Ще наприкінці 1550 року молодий герцог привіз матір до Нюртінгену і надалі фінансово її утримував. Від січня 1551 року управління її удовиною часткою, Вайблінгеном і Вінненденом, здійснював маршал Вільгельм фон Массенбах. Звільнившись від грошової скрути, герцогиня зайнялася благодійністю та заснувала у Нюртінгені будинок для удових жінок.
1552 року навернулася у лютеранство. При її малому дворі в Нюртінгені збиралися прихильники протестантизму.
Після смерті у 1560 році її найменшого брата Ернста знову почалися суперечки щодо спадку з герцогом Альбрехтом V. Хоча Крістоф підтримував матір, юридичні суперечки тривали роками і були вирішені вже після смерті самої Сабіни.
Після важкої хвороби 1563 року герцогиня оформила заповіт. Пішла з життя 30 серпня 1564 року у Нюртінгені, ймовірно, від інсульту. Була похована в колегіальній церкві Тюбінгена.

## В літературі
Сабіні Баварській присвячений твір німецької авторки Астрід Фріц «Дівчинка та герцогиня». 

## Родина
Чоловік — Ульріх, герцог Вюртемберзький
Діти:
- Анна (1513—1530) — померла від чуми у 17-річному віці,[12] одружена не була, дітей не мала;
- Крістоф (1515—1568) — герцог Вюртембергу у 1550—1568 роках, був одружений з принцесою Бранденбург-Ансбаською Анною Марією, мав дванадцятеро дітей.